# Љубов Панченко
Љубов Михајливна Панченко (укр. Любов Михайлівна Панченко; Буча, 2. фебруар 1938 — Кијев, 30. април 2022) била је украјинска визуелна уметница, модна дизајнерка и чланица Украјинског женског савеза. Припадала је Шездесетерцима, групи уметника шездесетих година који су оживели украјинску културу током Хрушчовљевог одмрзавања.

## Биографија

### Образовање
Рођена је 2. фебруара 1938. у насељу Јаблунка, које је сада предграђе Буче.
Крајем педесетих година прошлог века дипломирала је на одсеку за вез Кијевске школе примењених уметности. Касније је радила у кројачкој радионици и истовремено проширивала своје уметничко знање, заинтересовавши се за линорез. Године 1968. уписала је Графички факултет Украјинске академије штампарства. Шездесетих година прошлог века се придружила Клубу креативне омладине и постала члан његове књижевне секције, Брама.

### Каријера
Радила је у Институту за дизајн, инжењерство и технологију, као модна дизајнерка, и у Републиканској кући модела. У то време створила је запажену серију акварела, модела одеће, шаблона за вез, графичких скринсејвера за књиге и слика. Многи њени радови су представљени у магазину „Совјетска жена”.
Залагала се за неговање украјинског језика и културе. Осликавала је писанке, везла украјинске националне ношње за хорове и прикупљала новац за помоћ политичким затвореницима који су служили казне за „антисовјетску агитацију и пропаганду”. Њеним учешћем, традиција певања коледа, вертеп и божићне јасле су оживљени у Кијеву.
Године 2001. је добила награду Васил Стус. Никада није излагала током совјетске ере. Финансијски се ослањала на свој модни рад и вез.
Током битке код Буче, на почетку инвазије Русије на Украјину, била је приморана да остане у својој кући месец дана без хране. Након што су руске трупе напустиле град, одведена је у болницу у Кијеву, где су лекари скоро месец дана покушавали да јој спасу живот. Никада се није опоравила и тамо је преминула 30. априла 2022.

## Изложбе
Национални музеј књижевности Украјине је 2008. године представио њену јубиларну изложбу. Јевген Сверсток, тадашњи активиста за људска права и песник, њена дела је дефинисао као печат генија који живи у свом свету и отвара другима тај свет.
Године 2014. је Национални музеј књижевности Украјине поставио њену изложбу „Мој свет!”.
Њена дела су изложена и у приватним колекцијама у Музеју шездесетих у Кијеву.